# Сахалінська затока
Сахалінська затока — затока Охотського моря між узбережжям Азії на північ від гирла Амуру і північним краєм острова Сахаліну. Протокою Невельського з'єднана з Татарською протокою та Японським морем. Відкрита в 1639 році експедицією Івана Москвітіна.
У північній частині широка, на південь звужується і переходить в Амурський лиман. Ширина до 160 км. Затока мілководна, в місці з'єднання з Татарською протокою глибина не перевищує 40 м. Донний осад представлений піщанистими відкладеннями і пелітовими мулами.
Береги у південній частині затоки переважно низькі та піщані, у північній частині — високі та скелясті. У східний берег вдаються три затоки, із яких глибока лише затока Північна. Інші дві — Помр і Байкал — являють собою великі лагуни, відокремлені від моря піщаними косами. Західний берег також порізаний кількома затоками, найглибші з яких затоки Катерини та Рейнеке. Затока Щастя, що вдається у південно-східну частину західного берега — мілинна. У вершині затоки острова Чкалова, Белякова, Байдукова.
Середній вміст ароматичних вуглеводнів АУВ в шельфі затоки в середньому становить 16 мкг/л, в той час як вміст поліциклічних ароматичних вуглеводнів — 62 нг/л . При цьому концентрація зважених АУВ зростає з глибиною.
Льодовий покрив формується в листопаді, починаючись з утворення припаю, і руйнується в червні, хоча в деякі роки зберігається до липня—серпня.
Величина добових припливів становить 2,3—2,5 м.
В акваторії затоки ведеться промислове рибальство (лососеві, тріска), в східній її частині розташований порт Москальво.